# Zuid-Ndebele (taal)
De taal Zuid-Ndebele (ook aangeduid met Ndebele in Zuid-Afrika, of Nrebele in het Zuid-Ndebele) is een taal die tot de Nguni-taalfamilie behoort. Het is een van de officiële talen van Zuid-Afrika, waar het door ongeveer 1.090.000 mensen als moedertaal gesproken wordt (2011-census). Zuid-Ndebele is erg nauw verwant aan Swazi en Zoeloe.

Sprekersdichtheid moedertaalsprekers, 2011
<1 spreker/km²
1–3 sprekers/km²
3–10 sprekers/km²
10–30 sprekers/km²
30–100 sprekers/km²
100–300 sprekers/km²
300–1000 sprekers/km²
1000–3000 sprekers/km²
>3000 sprekers/km²

Zuid-Ndebele (Nrebele) is verwant aan, maar niet gelijk aan het Noord-Ndebele (isiNdebele) dat voornamelijk in Zimbabwe en Botswana gesproken wordt.
Afrikaans · Engels · Noord-Sotho · Swazi · Tsonga · Tswana · Venda · Xhosa · Zoeloe · Zuid-Ndebele · Zuid-Sotho 
 Nederlands (tot 1984)